# Cor Bakker (musicus)
Cor Bakker (Landsmeer, 19 augustus 1961) is een Nederlandse pianist, componist en orkestleider.

## Loopbaan
Bakker werd door Louis van Dijk aangespoord om naar het conservatorium te gaan. In 1984 studeerde hij cum laude af aan het Sweelinck Conservatorium te Amsterdam. Vervolgens studeerde hij in Los Angeles bij zijn idool Clare Fischer. Van 1989 tot 2000 was hij de vaste pianist van het Metropole Orkest.
Bakker werd bij het grote publiek bekend door zijn medewerking aan het televisieprogramma De Schreeuw van de Leeuw van Paul de Leeuw. Door de jaren heen was Bakker in verschillende programma's van De Leeuw te zien, waarin hij de muziek verzorgde. Dit deed hij onder andere in: Mooi! Weer De Leeuw, Lieve Paul, X De Leeuw en Pauls Kadoshow. De twee kwamen elkaar tegen bij het radioprogramma Coulissen van de TROS. Bakker begeleidde daar wekelijks wisselende gasten. Na Coulissen kreeg Bakker zijn eigen radioprogramma, Music Minded, dat later op televisie een vervolg kreeg onder de naam Cor & Co (1996 - 2001). In het programma sprak en musiceerde hij met nationale en internationale artiesten.
Vervolgens presenteerde Bakker tot 2003 Cor op Reis, een muzikaal reisprogramma. Daarnaast was Bakker wekelijks op de televisie te zien en te horen in Langs de Leeuw, waarin hij orkestleider was van een tienkoppige band en sidekick van Paul de Leeuw door zijn muzikale grappen. In 2006 maakte hij met RTV Noord-Holland het televisieprogramma Cor achter de dijken. Hierin voer hij in een sloep met zijn vleugel door Noord-Holland en ontving hij aan boord bekende en onbekende artiesten. Het programma werd ook door Omroep MAX en andere regionale omroepen uitgezonden. Sinds 2017 presenteert Bakker bij NH Radio het programma Keuze van Cor.
Bakker werkt samen met internationale artiesten als Oleta Adams, Al Jarreau, Michel Legrand, Lionel Richie, Shirley Bassey en met nationale artiesten als Karin Bloemen, Simone Kleinsma, Mathilde Santing, Brigitte Kaandorp, Francis van Broekhuizen en Jenny Arean. Ook bracht hij enkele cd's uit. In 1996 werd hij onderscheiden met een Gouden Harp en in 1997 won hij de Gouden Notekraker.
In 2007 won Bakker de Gooise Jazz Award, volgens de jury omdat jazz voor hem de eerste en grote liefde is. "Jazz biedt hem de gelegenheid alle registers van zijn grote technische kunnen open te trekken".
In 2008 kwam Bakker voor in het Sinterklaasjournaal. Hij was daar de Pianopiet. In het jaar 2009 vierde hij in het Koninklijk Concertgebouw dat hij 25 jaar in het vak zit.
Op Witte Donderdag, 21 april 2011, tekende Bakker voor de muzikale begeleiding van The Passion, het muzikaal-Bijbelse evenement in de binnenstad van Gouda, door EO en RKK rechtstreeks uitgezonden op Nederland 3, Radio 2 en internet. Dit evenement werd het jaar daarna, maar nu met een 28-koppig orkest en in Rotterdam, wederom op Witte Donderdag, door de EO opnieuw geproduceerd en was het een nog groter succes dan het jaar daarvoor. Het was uiteindelijk het best bekeken programma van die avond. Sinds 2011 geeft Bakker jaarlijks PROMS- en kerstconcerten met CALL, een vocaal ensemble onder leiding van Pieter Jan Leusink. De kerstconcerten van deze serie gaf Bakker samen met Louis van Dijk.
In 2011 begon Bakker een serie maandelijkse duoconcerten in het Bethaniënklooster te Amsterdam, omdat hij meer muziek wil maken 'op de millimeter'. Te gast waren onder anderen Arthur Japin, Karin Bloemen, Louis van Dijk, Eric Vloeimans en Fay Claassen. Deze serie ging in september 2012 het derde seizoen in.
Bakker werd in 2012 Ridder in de Orde van Oranje Nassau. Hij had als solist een naam opgebouwd, waarmee hij als een voorbeeld geldt voor jonge pianisten en muzikanten. Verder is hij: "Nederlands bekendste muzikaal begeleider op het gebied van lichte muziek en in de amusementswereld".
In 2023 volgde hij Mike Boddé op als huispianist in het klassiekemuziekprogramma Podium Klassiek.
In 2024 plaatsten de luisteraars van  NPO Klassiek zijn compositie Dijkwacht, een requiem voor zijn overleden vriend Louis van Dijk, als hoogste binnenkomer op plaats 42 van de Klassieke Top 400. 
Van 11 t/m 15 november 2024 en van 7 t/m 17 april 2025 was hij te horen in de Coen en Sander Show op radiozender JOE. Hij verzorgde in deze periodes dit programma het spel '3 Noten XL'. Voor dit spel speelde hij tijdens het programma elk uur een noot van een bekende JOE-hit die de luisteraars moesten raden om kans te maken op €1000,-. Zodra deze JOE-hit werd geraden draaiden Coen en Sander deze ook op de radio.

### Privé
Bakker is vader van drie dochters. Zijn jongste dochter kreeg hij met zijn huidige vriendin.

## Discografie (albums)
- Declared (met Bert van den Brink, 1993)
- Girl talk (met Madeline Bell & The Swingmates, 1995)
- Cor Bakker (1996)
- Yes I can: A melting pot (met Madeline Bell en Frits Landesbergen, 1997)
- Corcovado - a Latin touch (1997)
- A time for love (met het Metropole Orkest, 1999)
- Het zou toch moeten bestaan (met Karin Bloemen, 2002)
- Windmills of your mind (met Louis van Dijk, 2002)
- Warm feelings (2005)
- Cor goes gypsy (met Rosenberg Trio, Ellen Helmus en Christiaan van Hemert, 2008)
- Elettra (2010)
- None (met Mike Boddé en Tom Beek, 2013)
- Diva's van Carré (met Karin Bloemen, 2014)
- Cor Bakker Ontvangt... ( Met Fay Claassen en Ivo Janssen, 2016)

### Hitlijsten
| Album met eventuele hitnotering(en) in de Nederlandse Album Top 100 | Datum van verschijnen | Datum van binnenkomst | Hoogste positie | Aantal weken | Opmerkingen              |
| ------------------------------------------------------------------- | --------------------- | --------------------- | --------------- | ------------ | ------------------------ |
| Cor Bakker                                                          | 1996                  | 12-10-1996            | 29              | 17           |                          |
| Corcovado - a Latin touch                                           | 1997                  | 11-10-1997            | 54              | 2            |                          |
| A time for love                                                     | 1999                  | 13-02-1999            | 10              | 15           | met het Metropole Orkest |